# Carl Larson
Carl Larson (i Riksdsagen kallad Larson i Tönnersa), född 9 september 1871 i Eldsberga socken i Hallands län, död 4 juni 1937 i Tönnersa, Eldsberga socken i Hallands län, var en svensk politiker. Han var riksdagsledamot för Lantmanna- och borgarepartiet 1925–1932.
Larsson var medlem i Eldsberga kommunfullmäktige samt var aktiv i bland annat Hushållningssällskapet, lokala banker och en skytteförening. I riksdagsarbetet var han aktiv inom flera områden, utan något speciellt fokus.